# Rupununi
Le Rupununi est une des principales rivières du Guyana qui donne son nom à la savane du Rupununi et un affluent de l'Essequibo. La rivière Rupununi est aussi connue par le peuple indigène local comme Raponani. Le nom Rupununi à pour origine le mot  rapon en langue Makushi lequel signifie le Dendrocygne à ventre noir le long de la rivière.

## Géographie
Elle prend sa source à proximité de la frontière entre le Brésil et le Guyana dans les monts Kanuku puis coule du Sud en direction du Nord, traversant la jungle et la savane du Haut-Takutu-Haut-Essequibo puis se jette dans le fleuve Essequibo tributaire de l'océan Atlantique.
Tout au long de la saison des inondations, la rivière partage un bassin versant avec l'Amazone. Pendant la saison des pluies elle est reliée avec la rivière Takutu par Pirara Creek, drainant les vastes marécages du lac Parima ou Amaku. La région autour de la rivière Rapanuni est composée principalement de savanes, marécages, forêts, montagnes de basses altitudes. La superficie de la  Région 9 est de 57 750 kilomètres carrés et compte plus de 80 communautés indigènes. Des personnes vivent dans la savane du Rupununi, tandis que les zones couvertes par la jungle ne sont peuplées qu'a proximité des grandes rivières.

## Géologie
La géologie de ce secteur est divisés en quatre zones principales. La plus au sud sont des méta-sédiments de l'ère du Rhyacien, méta-volcanique (Kwitaro Group) et de granit associé, tous envahis par de la roche de la période Orosirien. Les monts Kanaku sont composés de gneiss de haute qualité dans la ceinture NE-SO. Au nord le Takatu Graben est un bassin délimité de grès du Stathérien presque plat et des conglomérats du groupe de Roraima sédimentent des volcanites felsiques de la formation d'Iwokrama et des granites orosiriens associés,.

## Vie animale
Les zones dans et autour de la rivière Rupununi sont l'habitat d'une grande diversité d'écosystèmes terrestres et aquatiques qui abritent de nombreuses espèces venues d'autres régions d'Amérique du Sud. Les écorégions d'eau douce du Rupununi sont des zones d'une richesse exceptionnelle en espèces, comparable à celle de l'Amazonie. Faune et flore prospère dans la rivière Rupununi parce qu'isolée d'activité humaine. Pendant l'exploration, South Rupununi Biodiversity Assessment Team (BAT), a décrit la rivière Rupununi comme étant "très diversifiée" La Rupununi septentrionale compte plus de  quatorze cents espèces de vertébrés, plus de deux mille huit cents espèces de plantes et d'innombrables espèces d'invertébrés "(Rupununi, Redécouvrir un monde perdu).

## Oiseaux
La végétation et la vie d'arbres imperturbables le long de la rivière Rupununi, est un paradis pour des espèces d'oiseaux rares. Une étude de biodiversité menée par South Rupununi Biodiversity Assessment Team (BAT), a découvert un total de 306 espèces d'oiseaux vivant le long de la rivière. Le Chardonneret rouge, était l'une des nombreuses espèces d'oiseaux qui ont été redécouvertes dans la rivière Rupununi. Une autre étude aviaire au nord du Rupununu menée par David C. Morimoto, Gajendra Nauth Narine, Michael D. Schindlinger et Asaph Wilson (DCM, MDS), montra que "4243 individus, 292 espèces et 58 familles" d'oiseaux habitaient dans cette partie de la rivière. D'autres espèces rares d'oiseaux ont été trouvées dans l'enquête :Doradite de Sclater, Conure soleil. La Harpie féroce  aussi habite le Rupununi est le plus grand prédateur aérien en Amérique du Sud.

## Reptiles
Les reptiles se développent dans le Rupununi, se nourrissant de petits poissons et de crustacés. Dans une étude du BAT, 34 espèces différentes de reptiles vivent le long de la rivière. Le caïman noir est le plus gros prédateur dans le Rupununi, pouvant atteindre jusqu'à 5 mètres de long, cependant il a été en voie d'extinction à cause de sa peau entre les années 1930 et 1970.
Espèces notables
- Caïman noir[5] (Melanosuchus niger)
- Corallus caninus[5] (Corallus caninus)
- Eunectes murinus[5] (Eunectes murinus)
- Tortue charbonnière à pattes rouges[5] (Chelonoidis carbonaria)
- Crotale cascabelle[5] (Crotalus durissus)
- Podocnemis expansa (Podocnemis expansa)

## Mammifères
Le Rupununi est l'habitat d'une population relativement en bonne santé de mammifères géants d'Amérique du Sud, incluant les prédateurs félins. Le jaguar et le puma sont extrêmement insaisissables, chassant n'importe quoi allant de la tortue aux chiens domestiques. Cependant ils sont vus comme une menace pour le bétail, et ils sont chassés, ce qui a abouti à la diminution de leur population. L'autre mammifère qui vit dans la rivière est la Loutre géante. Diverses espèces de primates et de petits herbivores terrestres et d'insectivores tel que le tapir.

## Vie aquatiques
Le Rupununi est l'un des écosystèmes aquatiques le plus divers sur la planète, un total de 410 espèces aquatiques est dans le Rupununi surpassant ainsi la Guyane (298 espèces) et du Suriname (309 espèces). Cependant, malgré un manque de taxonomistes et de chercheurs sur les poissons d'eau douce étudiant la zone, on estime qu'il y au moins 600 espèces différents dans le Rupununi. Arapaima gigas et Brachyplatystoma mesurent chacun environ 2 mètres et dans des cas exceptionnel 4 mètres ont été trouvés. Cependant ces montres des rivières sont peu souvent attrapés. Surexploitation et surpêche a forcé ces deux espèces à migrer plus loin à l'intérieur du Rupununi.

## Histoire

### Civilisation précoloniale
Les peuples autochtones font partie du paysage du Rupununi depuis des millénaires. Des anthropologues ont découvert des pétroglyphes paléoindiens, datés de plusieurs milliers d'années le long du cours de la rivière Rupununi. Avant la colonisation de la Guyane et de la région de Rupununi, les Amérindiens Makushi, Wai-Wai et les Wapishana habitaient tous la région. Les Makushi ont migré de ce que l'on appelle aujourd'hui le Brésil et le Venezuela modernes vers les régions septentrionales de la rivière Rupununi, il y a plus de quatre cents ans. Les Amérindiens Makushi continuent de vivre dans les savanes du rio Branco et du nord du Rupununi, survivant grâce à l'abondance des ressources halieutiques, fauniques et forestières de la région.

### Période de l'exploration
Sir Walter Raleigh a déclaré que le Rupununi était où le célèbre Eldorado était situé. Cependant il n'a jamais exploré cette rivière. Auparavant d'autres explorateurs tels que Charles Waterton et Robert Hermann Schomburgk ont tenté de localiser Eldorado et ont réussi à visiter l'endroit supposé du mythe Sud-américain, lequel fait partie du nord du Rupununi. Évidemment, ils ne trouvèrent jamais Eldorado.

## Développement au 20è siècle
Le Guyana est un pays en développement qui manque de croissance économique, environnementale et d'investissement durable. L'exploitation des ressources de Rupununi par l'agriculture d'entreprise, l'exploitation minière et l'extraction de pétrole sont des voies potentielles que la Guyane pourrait emprunter. Les routes existantes telles que celle reliant le Rupununi et l'État de Roraima sont en cours de modernisation pour se rendre jusqu'à Georgetown. Un pont a également été construit à la frontière guyano-brésilienne, qui relie Lethem (Guyana) à Bonfim (Brésil). Cette infrastructure facilitera le transport des marchandises dans toute la région, mais elle constitue une menace pour l'écosystème fragile du Rupununi.
Afin de protéger formellement l'écosystème du Rupununi, les ONG et le gouvernement guyanais se sont associés pour tenter de faire appliquer la législation interdisant toute activité humaine préjudiciable à l'environnement et à la faune dans le Rupununi.

### Éco-tourisme et tourisme d'aventure
L'éco-tourisme au Rupununi est une importante source pour l'économie guyanienne, spécialement pour les Amérindiens. Beaucoup de ranches et de lodges tels que le Karanambu Ranch, une zone protégée pour les loutres géantes et espèces en voie d'extinction a été initiée par Tiny McTurk (1927), qui génère des revenus touristiques pour le Rupununi. Près de Karanambu se trouve l'écolodge Caïman House, une entreprise sociale qui génère des revenus pour une bibliothèque publique, faisant passer le taux de réussite à l'école secondaire de près de zéro en 2005 à 86% en 2019.

Conservation International héberge un site internet sur le Rupununi qui inclut des logements éco-touristiques. Quelques voyageurs choisissent la route de Georgetown à Lethem, via le Rupununi et au Brésil, mais le trajet est très lent pendant la saison des pluies, lorsque les chemins de terre se dégradent, et peut être impossible. Rock View Lodge et le Pakaraima Mountain Inn sont tous deux près d'Annai, à 3-5 heures de Lethem. Le rodéo Rupununi / Lethem est une attraction touristique à Pâques (pendant la saison sèche).